# Slaget ved Jüterbog
Slaget ved Jüterbog var et slag under 30-årskrigen, som fandt sted den 23. november 1644 i Jüterbog ca. 50 km syd for Berlin. Lennart Torstensson overvandt her med sit kavaleri resterne af den kejserlige hær, der over Magdeburg formåede at undslippe indeslutningen i Bernburg og eliminerede den næsten fuldstændigt. Slaget ved Jüterbog kom til at danne forspillet til Torstensons operationer i efteråret 1644, hvorved den kejserlige hær ledet af Matthias Gallas næsten fuldstændigt blev udslettet.

## Baggrund
En svensk hær under feltmarskalk Lennart Torstenson havde uventet fra Mähren marcheret ind i Jylland i september 1643. Den 6. december nåde de Havelberg, og den 11. december krydsede den den holsteinske grænse ved Trittau. Angrebet overraskede den danske konge Christian IV, som derfor ikke kunne organisere nogen modstand mere. Den svenske hær kunne således indrette sig med vinterkvarter i Holsten og Jylland. Den magtfulde optræden af den svenske kansler Axel Oxenstierna skræmte Frankrig, der aflyste sin hjælp til Sverige for at forhindre et alt for magtfuldt Sverige. Den tyske kejser ønskede at benytte denne lejlighed og støtte danskerne militært. Han havde modtaget anmodninger fra Danmark om hjælp såvel som forsikring om, at de svenske styrker var krigstrætte og derfor et forholdsvis let mål. Han sendte sine feltherre Matthias Gallas med en hær, der nåede til Kiel i foråret 1644 og udplyndrede området, en land der allerede havde været udsat for en lignende handling fra Torstenssons hær. I Hamborg blev endda en spottemønt præget. På den ene side sagde den: Hvad Gallas har udrettet i Holsten, finder man på den anden side, og den anden side var blank.
Hæren skulle fortsætte fremrykningen mod Jylland for at fange den svenske hær der og nedkæmpe den. Da Torstenson imidlertid anså Gallas fremrykkende hær på omkring 15.000 mand som en trussel mod de vigtige svenske fæstninger på den tyske østersøkyst, vendte han sin hær rundt og satte kurs mod syd for at møde fjenden. Torstensson marcherede med sin hær gennem en ikke-besat område mellem Slesvig og Stapelholm og tvang de kejserlige styrker til at trække sig tilbage over Elben til Sachsen. I Bernburg etablerede Gallas en lejr og forsøgte at undgå en yderligere tilbagetrækning.
Gallas fik sine tropper til at bygge og forblive efter abatiser og skanser syd for Ejderen i Holsten i et forsøg på at indfange de svenske styrker i Jylland. Denne taktik mislykkedes, da Torstensons tropper overmanøvrerede fjenden ved at overvinde et par kejserlige positioner og dermed udgøre en trussel mod Gallas' ryg og kejserlige områder længere mod syd. Den kejserlige hær begyndte at trække sig sydover. I løbet af sommeren 1644 forsøgte Torstensons styrker at engagere den tilbagetrækkende fjende, og i slutningen af september havde de endnu en gang indhentet den kejserlige hær. Gallas svarede ved at beordre sine tropper til at opbygge stærke forsvarspositioner og afvente eftertragtede forstærkninger. Det kejserlige opholdssted, syd for Magdeburg, blev snart omringet af svenskerne, der afbrød alle forsyninger til Gallas' mænd. Til sidst løb den kejserlige side tør for brød, og de begyndte at miste folk på grund af sygdom og sult. Da et stort antal mennesker og dyr døde, så Gallas ingen anden løsning end at overgive mange af de syge, det meste af hans artilleri såvel som træn, og søge beskyttelse for sine tropper i selve Magdeburg. Her gentog mønsteret sig, da de svenske styrker formåede at omringe byen og afbryde forsyningerne. En nat gjorde det kejserlige kavaleri imidlertid et forsøg på at bryde ud.

## Slaget
Det kejserlige kavaleri blev fanget tæt på byen Jüterbog. Det blev næsten udslettet. Ud af en indledende styrke på 4.000 soldater siges det kun, at et par hundrede har været i stand til at komme væk. Svensken erobrede også 3.500 heste.

## Efterspil
Det tog et stykke tid, før de kejserlige styrker i Magdeburg lykkedes med et udbrud. Før de gjorde det, var de nødt til at spise både katte og hunde, da deres situation blev stadig mere desperat. Mange af dem deserterede. De fleste af soldaterne, der havde til hensigt at skifte side og slutte sig til de svenske styrker, blev bedømt for at være for svage og blev derfor ignoreret af svenskerne.
Efter at have fået hjælp fra drivis, der ødelagde nogle svenske broer ved Elben, befalede Gallas sine tropper at gøre et desperat forsøg på at bryde ud af den svenske omringning. Det lykkedes dem at flygte til Bøhmen mod sydøst. Ud af 12.000 kejserlige soldater, der udgjorde Gallas 'hær i sommeren 1644, overlevede ca. 2.000 mænd. Som et resultat af det alvorlige fiasko, som kampagnen viste sig at være, og de taktiske fejl, han begik, blev Gallas fritaget for sin pligt som hærleder.